# 前田敏男
前田 敏男（まえだ としお、1908年（明治41年）1月1日 - 1991年（平成3年）7月24日）は、日本の建築学者。建築環境工学の開拓者でかつ熱環境工学の確立者。京都大学総長、日本建築学会会長などを歴任した。日本建築学会賞、日本建築学会大賞などを受賞。勲一等瑞宝章。京都大学名誉教授。

## 生涯

### 誕生から大学卒業まで
1908年（明治41年）1月1日、高知県吾川郡春野町弘中（現高知市）において、農家の三男として誕生。当時の農家の次・三男は農業を継ぐことはできなかったため、高等小学校卒業後の1923年（大正12年）、教員になるべく高知師範学校に進学した。4年生の時、運動会のアーチの設計を命じられて、参考書として手にした『大建築学』（三橋四郎著）によって建築を志すようになる。当時、師範学校は給費制であったため卒業後は教員になることが義務付けられていたが、義務免除を願い出て認められ、1928年（昭和3年）4月、旧制高知高等学校理科甲類に入学した。1931年（昭和6年）4月、京都帝国大学建築学科に進学。進学に当たっては、当時、建築の学科があるのは、東京帝国大学、京都帝国大学、東京工業大学の3大学に限られたが、実家から近く帰省の旅費が安いという理由で京都帝大を選択した（前田『敗戦の日までの記録』）。このころ京都帝大の建築学科では武田五一、森田慶一、藤井厚二らが教鞭を執っていた。1935年（昭和10年）3月、京都帝大を卒業。卒論のテーマは「室内音響」。卒業時の教室主任が藤井であったことが、のちに前田を建築環境工学へ導くことになる。師範学校で学んだ期間などもあったため、この時前田は27歳になっていた。

### 満洲へ、そして終戦
当時は「大学を出てはみたけれど」という時代、前田も就職先は見つからず、卒業後の4月からとりあえず母校京都帝大の医学部事務嘱託として医学部の小さな研究室の新築工事に携わり、製図、強度設計、工事監理などを行う。10月になり、藤井の紹介によりようやく長谷部・竹腰建築事務所（現日建設計）へ入所したが、それも束の間、年末に藤井に呼ばれて奉天市（現瀋陽市）の満洲医科大学の衛生学教室へ行くことを強く勧められた。前田には意に染まぬ勧めであったが（前田『回顧あれこれ』）、当時の慣（なら）いとしては師の言うことは絶対で、前田もしぶしぶこの勧めに従い満洲国へ赴くことを決意する。翌年1月の神戸から大連までの船中では船室に籠ってロマン・ローラン著『ジャン・クリストフ』を読みふけったが、「私はそのころの惨めな気持ちを、”ジャン・クリストフ”によって慰められ、勇気付けられたと思う」と回顧している（前田『敗戦の日までの記録』）。
1936年（昭和11年）1月、奉天に赴任。身分は日本政府の出先機関である関東局事務嘱託であったが、実際は満洲医科大学の衛生学教室で、三浦運一（のちに京大医学部教授）のもとで日本人開拓民の住宅の衛生環境の研究に携わった。これは師藤井厚二が追及した「建築設計」と「建築衛生・環境」の二分野のうち後者を引き継ぐものであった。1937年（昭和12年）12月、身分は関東局から満洲国民生部へ。1939年（昭和14年）7月、補充兵として教育応召を受け、入営、ノモンハンに送り込まれる。ノモンハンでは後方で医療品の発送を受け持つ。応召中の8月に身分は満洲国民生部から満洲国大陸科学院建築研究室に移ったが、ノモンハン事件の後始末に従事していたため新任地の新京（現長春市）に赴任したのは11月であった。新たな職場でも引き続き建築の熱や湿気や換気が研究テーマであったが、それまでの衛生学から建築設計に生かせる「建築環境工学」を目指すことになる（前田『敗戦の日までの記録』,『熱環境工学における私の歩み』）。ここで前田はそれまで測定を中心としていた環境学の中に数学と物理学を導入する。のちに前田が「建築に初めて数学を取り入れた」と評される所以である（建築構造学では数学を使っていたが）。ノモンハンには吉田洋一著『函数論』を持ち込んで召集解除までの暇つぶしに読んだというから、応召も前田にとっては勉強のよき機会であり、次の飛躍へのステップともなった。
1945年（昭和20年）8月、終戦。同時に満洲国も消滅し、37歳の前田は身分と職場を失う。

### 京都大学教授へ
終戦の混乱の中で1946年（昭和21年）、在満中に得た家族‐妻と乳飲み子を含む3人の子供‐とともに帰国、郷里高知にひとまず落ち着く。このときそれまで集めた文献資料をすべて失う。1947年（昭和22年）4月、高知県土木部事務嘱託、同年6月、戦災復興院（のちに建設省建築研究所に改称）事務嘱託となる。1948年（昭和23年）12月、大阪大学助教授。1950年（昭和25年）4月、京都大学助教授。京大では建築設備講座を担当したが、これは師の藤井厚二が担当していた講座であり1938年（昭和13年）に藤井が病没して空席のままであったから前田はその実質的な後継者となった。1950年（昭和25年）4月、工学博士号取得。同年7月、教授。1952年（昭和27年）5月、「建築物の熱的性状に関する基礎的研究」により建築学会賞受賞。1963年（昭和38年）10月、「間仕切り壁の周期的熱伝導の図表」により空気調和・衛生工学会賞受賞。
1967年（昭和42年）4月、京大工学部長を併任、当時は学生運動が盛んな時代で退任まで2年間、奥田東総長を助けて紛争収拾に尽力する。1969年（昭和44年）12月、奥田の後を受け、京都大学総長（第18代）に就任、任期の4年間をなお燻ぶる大学紛争の終結に努める。この間1969年1月から1970年12月までは、日本建築学会会長の任にもあたっている。1973年（昭和48年）12月、総長退任、京都大学名誉教授に。退官後は、引き続き後進の指導に当たるとともに、日本建築総合試験所理事長、京都市芸術文化協会理事長など多くの公職を歴任した。1975年（昭和50年）5月、「建築環境工学における理論体系の発展に対する貢献」により日本建築学会大賞を受賞。1980年（昭和55年）、勲一等瑞宝章受章。
1991年（平成3年）7月24日、京大医学部付属病院において死去。享年83。
家族は、妻等（ひとし）との間に一女二男。長女の清水民子は保育心理学の専門家で、神戸大学教授などを歴任。

## 挿話
- 前田は一度だけ、京都府大山崎町の藤井厚二の住まい「聴竹居」を訪れている。1936年（昭和11年）1月、師の勧めを受け入れて満洲へ赴くあいさつのために訪れたのである。藤井に招かれていた友人に付いて訪れたのだが、「招かれざる客」の前田に師は「困惑の体」であったため、用件だけ告げて早々に退散したと追憶している。その年の3月、藤井が大陸旅行中、奉天駅で乗り換え時間があるからと前田に連絡があったので面会、近況などを話したがこれが師との最後の別れとなった（前田『回顧あれこれ』[1]）。
- 前田は厳密な学風と後進に対する厳しい指導を行ったことで知られている。特に有名なのが毎週火曜日の午後2時から、前田の研究室で行われた「談話会」である。京大関係者のみならず近畿一円の環境工学の研究者が集まり、研究成果を発表したり外国の文献を紹介するのだが、前田から容赦ない質問が浴びせられて発表者が立ち往生することも珍しくなかった。談話会は食事も抜きで、しばしば深更に及んだという。参加者の一人は「環境工学のあらゆる分野の最先端の研究について、つっこんだ議論が展開されている雰囲気に触れ、身の引き締まる思いと研究の怖さと不安を覚えた」と追憶している（『前田敏男先生追悼集』）。また前田は建築学会においては、いつも最前列に座りしばしば鋭い質問を投げかけたという。
- 総長に選ばれたのは大学紛争の時期で、工学部では学生ストライキがようやく解除され、短い期間で学生の成績評価を行って卒業へと進める必要があった。このため、試験を行わずにレポートにする科目も少なくなかったが、前田は自分の科目について試験の実施を譲らなかった。その理由は、「学部で学ぶことは基礎であり、レポートはより高い段階にはふさわしいが、基礎をしっかり身につけるには試験が適切」だからであった。
- 総長退任のとき感想を求められて「修羅の巷を駆け抜けた感じ」と答えている。就任当時、大学紛争による学内の混乱は一応収まっていたが、1970年1月には学生の派閥抗争による投石事件、4月に起きたよど号ハイジャック事件では犯人の中に在学生がいることが判明、学生団体や職員団体などとの相次ぐ団体交渉、1972年5月にはイスラエルのロッド空港で日本の過激派による自動小銃乱射事件（テルアビブ空港乱射事件）が勃発、死亡した2名の犯人が京大の学生、しかもそのうち一人が建築学科の学生であった。1973年1月からはいわゆる「竹本処分問題」（後述）が前田の頭を悩ませることになる。この問題は結局前田の任期中には決着させることはできなかった（以上、前田『日記から』[1]）。当時は、入学式、卒業式、入試などへの妨害も心配しなければならず、まさに修羅の巷、気の休まる日の無い4年間であった。研究者としていわば「総仕上げ」のこの時期を、学部長として総長として過ごしたことは、「研究者前田敏男」としては大きな痛手であったろうが、そのことについて前田は何も語っていない。それは前田が、教育、研究のみならず大学の維持発展に尽くすのも大学人としての大きな使命と認識していたからに他ならない。
- 「竹本処分問題」とは朝霞自衛官殺害事件で警察から首謀者と目されて指名手配された経済学部助手竹本信弘が無実を主張したまま潜伏したため、その処分をどうするかという問題である。前田自身は「任期中は竹本処分問題を解決できなかった」と述懐しているが、かれの厳密な学風からすればむしろ当然で、竹本自身は無実を主張したまま潜伏、一方警察は事件首謀者として指名手配、白黒どちらとも決しがたく、免職処分など出来る状況になかったと言える（欠勤を理由として俸給停止処分はした）。結局退任後の1976年、京都大学評議会は竹本の分限免職処分を決定する。竹本は1982年8月逮捕され、謀議者であることは否定されたものの幇助者として有罪判決、控訴するも有罪が確定した。竹本は現在に至るまで無実を主張しており、冤罪であった可能性も否定できない。現在から振り返れば（有罪確定後ならともかく）免職処分が正しかったとは言い難く、前田が「解決できなかった」のは「解決をしなかった」のであり、その判断は正しくまた自らの信条に忠実であった証左と言える。